# Staza
Staza je obično putanja, neasfaltirana traka ili put. U Velikoj Britaniji i Republici Irskoj prikladan je termin putanja ili pešačka staza za pešačku rutu. Ovaj termin se takođe primenjuje u Severnoj Americi za puteve duž reka, a ponekad i autoputeve. U Sjedinjenim Državama se taj termin istorijski koristio za rutu u divlju teritoriju ili preko nje, koji su koristili emigranti (npr. Oregonska staza). Neke staze su jednonamenske i mogu se koristiti samo za šetnju, vožnju biciklom, jahanje konja, hodanje krpljama i skijanje; druge, kao u slučaju trim staza u Velikoj Britaniji, su višenamenske i mogu ih koristiti šetači, biciklisti i konjanici. Postoje i nepopločane staze koje koriste terenski biciklovi i druga terenska vozila, a na nekim mestima, poput Alpa, staze se koriste za premeštanje goveda i druge stoke.

## Upotreba
U Australiji, termin staza može se koristiti naizmenično sa putanjom i može se odnositi na bilo šta, od zemljanog puta do nepopločane pešačke staze.
Na Novom Zelandu, termini staza ili šetalište se gotovo isključivo koriste, osim u vezi sa skijaškim trčanjem: „pešačke staze se jako razlikuju po prirodi, od kratkih gradskih šetnji, do umerenih obalskih lokacija, do izazovnih pošačkih [planinskih] ruta u visokim predelima [planinama]”. Šetalište se koristi na sličan način u Sent Džonsu, Njufaundland, Kanada, gde je Grand Konkors integrisani pešački sistem.
U Velikoj Britaniji izraz staza je u uobičajenoj upotrebi. Putanje za pešačenje na veće udaljenosti i duge staze koje promoviše država, kolektino se nazivaju nacionalnim trim stazama. One se takođe često nazivaju putevima; kao u Peninskom putu i Južnom Dounskom putu. Generalno, termin pešačka staza se preferira za pešačke rute, uključujući staze na duga rastojanja, a koristi se i za urbane staze, a ponekad i umesto trotoara. Trak se koristi za šire staze (dovoljno široke za vozila), koje se često koriste i pešačenje. 
Povećana popularnost brdskog biciklizma dovela je do proliferacije staza za brdske biciklove u mnogim zemljama. One su često grupirane u veće komplekse, poznate kao centri staza.
U ranim godinama 20. veka, termin auto staza je korištena za obeležene trase autoputa. Pojam staza se takođe koristi za označavanje ruta, uključujući i rute autoputa, koje su označene za turističke svrhe, poput Kabot staze, Nova Škotska, Kanada i Kvilt staza u Sjedinjenim Državama. Termin stazu su takođe koristili graditelji i urbani planeri za razne moderne popločane puteve, autoputeve i bulevare, u nizu zemljama, a neki autoputevi i dalje se zvanično nazivaju stazom, poput Saskvehana staze u Pensilvaniji, oznake koja se odnosi na cestu sa dve trake do autoputa sa četiri trake. Posebno je neobična upotreba termina u kanadskoj provinciji Alberta, koja ima autoputeve sa više traka, koji se nazivaju stazama.

## Istorija
Životinje su stvorile prve staze, koje su „kasnije ljudi prilagodili“. Nakon toga, farmeri su premeštali stoku na pijacu duž goničkih puteva i između zimske i letnje ispaše stvarajući staze. U skorije vreme, nekadašnje industrijske rute, kao što su železnička prava prolaska i vučne staze kanala, pretvorene su u rekreativne staze.
Mnoge istorijske rute, poput Puta svile, Ćilibarskog puta i Kraljevskog puta Persijskog carstva, postojale su pre hrišćanske ere i pokrivale su velike udaljenosti.
Post Trak, praistorijski nasip u dolini reke Bru u Somerset Levelsu, Engleska, jedna je od najstarijih poznatih izgrađenih staza i datira iz oko 3838. godine pre nove ere.
Ideja o praćenju puta ili staze za vežbanje ili uživanje razvila se tokom 18. veka u Evropi i nastala je zbog promene stavova prema pejzažu i prirodi povezanih sa romantičarskim pokretom. U ranijim vremenima, hodanje je uglavnom označavalo siromaštvo i bilo je povezano sa skitnjom.‍:{{{1}}} U prethodnim vekovima duga pešačenja su preduzimane kao deo verskih hodočašća i ova tradicija se nastavlja širom sveta.

## Tipovi

#### Biciklistička staza
Biciklističke staze obuhvataju širok spektar staza, uključujući staze sa zajedničkom upotrebom za dnevni saobraćaj, one koje se koriste za terenku vožnju bicikla i brdske biciklističke staze.
Broj biciklističkih staza izvan puteva znatno se povećao, zajedno sa popularnošću planinskih biciklova. Biciklističke staze na terenskim putevima uglavnom su funkciono specifične i najčešće su označene duž svoje rute. One mogu imati oblik pojedinačnih ruta ili su deo većih kompleksa, poznatih kao centri za staze. Terenske staze često pružaju kombinaciju zahtevnih terena, uskih prolaza, glatkih protivpožarnih putanja, pa čak i popločanih staza. Staze sa laganom ili umerenom tehničkom složenošću uglavnom se smatraju kros-kantri stazama, dok se one koje su teške čak i za iskusne vozače češće nazivaju planinskim stazama. Spustovi su posebno popularani na skijalištima poput planine Mamut u Kaliforniji ili Vistler Blakom u Britanskoj Kolumbiji, gde se žičare koriste da bi se biciklovi i vozači dovezli do vrha planine.
EuroVelo biciklističke staze su mreža (trenutno 14) biciklističkih staza na duže relacije koje unakrsno prolazile kroz Evropu, i koje su u različitim fazama završetka. Postojalo je više od 45.000 km staza 2013. godine. Predviđeno je da mreža bude u potpunosti dovršena do 2020. godine, a kada bude završena, ukupna dužina mreže EuroVelo premašiće 70.000 km. EuroVelo je projekat Evropske biciklističke federacije (ECF).
EuroVelo rute sa mogu koristiti za biciklističke ture po kontinentu, kao i za potrebe lokalnog stanovništva koje obavlja kratka putovanja. Rute su formirane od postojećih nacionalnih biciklističkih ruta, poput holandskih LF-ruta, nemačkih D-ruta i britanske nacionalne biciklističke mreže, i postojećih puteva opšte namene, zajedno sa novim deonicama biciklističkih staza za njihovo povezivanje.
Terenska vožnja može prouzrokovati eroziju tla i uništavanje habitata, ako se ne izvodi na utvrđenim stazama. To se naročito dešava kada su staze vlažne, međutim, u celini biciklizam može imati samo jednak uticaj kao i ostali korisnici staza.

## Literatura
- Spencer, D. M. (2010). „Segmenting special interest visitors to a destination region based on the volume of their expenditures: an application to rail-trail users”. Journal of Vacation Marketing. 16 (2): 83—95. doi:10.1177/1356766709357486.
- Moore, Roger L.; Graefe, Alan R. (1994). „Attachments to recreation settings: The case of rail‐trail users”. Leisure Sciences. 16 (1): 17—31. doi:10.1080/01490409409513214.
- Troped, Philip J.; Saunders, Ruth P.; Pate, Russell R.; Reininger, Belinda; Ureda, John R.; Thompson, Shirley J. (2001). „Associations between Self-Reported and Objective Physical Environmental Factors and Use of a Community Rail-Trail”. Preventive Medicine. 32 (2): 191—200. PMID 11162346. doi:10.1006/pmed.2000.0788.
- Merom, Dafna; Bauman, Adrian; Vita, Philip; Close, Glenn (2003). „An environmental intervention to promote walking and cycling—the impact of a newly constructed Rail Trail in Western Sydney”. Preventive Medicine. 36 (2): 235—42. PMID 12590999. doi:10.1016/S0091-7435(02)00025-7.
- Betz, Carter J.; Bergstrom, John C.; Bowker, J. M. (2003). „A Contingent Trip Model for Estimating Rail-trail Demand”. Journal of Environmental Planning and Management. 46 (1): 79—96. CiteSeerX 10.1.1.199.3385 . doi:10.1080/713676704.
- Bowker, J.M.; Bergstrom, John C.; Gill, Joshua (2007). „Estimating the economic value and impacts of recreational trails: a case study of the Virginia Creeper Rail Trail”. Tourism Economics. 13 (2): 241—60. doi:10.5367/000000007780823203.
- Bichis-Lupas, Mihaela; Moisey, R Neil (jesen 2001). „A Benefit Segmentation of Rail-Trail Users: Implications for Marketing by Local Communities”. Journal of Park & Recreation Administration. 19 (3): 78—92.
- Siderelis, C.; Moore, R. L. (1995). „Outdoor recreation net benefits of rail-trails”. Journal of Leisure Research. 27 (4): 344—59. doi:10.1080/00222216.1995.11949754.
- Wright, Danaya C. (2008). „The Shifting Sands of Property Rights, Federal Railroad Grants, and Economic History: Hash v. United States and the Threat to Rail-Trail Conversions”. Environmental Law. 38: 711. SSRN 1317385 .
- Ramsay, William Mitchell. The Historical Geography of Asia Minor. London: John Murray, 1890.
- Abbott, Katharine M. Old Paths and Legends of New England; Saunterings Over Historic Roads, with Glimpses of Picturesque Fields and Old Homesteads in Massachusetts, Rhode Island, and New Hampshire. New York and London: G.P. Putnam's Sons, 1903.
- Hulbert, Archer Butler. Pioneer Roads and Experiences of Travelers. Historic highways of America, v. 11–12. Cleveland, Ohio: A.H. Clark, 1904.
- McKinley, Albert E., and William G. Kimmel. The Social Studies. Philadelphia: McKinley Pub. Co, 1909. "Historical Problems of the Near East, The Trade Routes of Western Asia" by W. L. Westermann.